# Islote de Cima (Cabo Verde)
Islote de Cima (en portugués: Ilhéu de Cima) es el nombre de una isla parte del grupo de los Islotes Secos (Ilhéus Secos o Ilhéus do Rombo), en el país africano de Cabo Verde. Se ubica en el este del archipiélago y representa el segundo mayor islote del grupo. Es junto con el resto de los islotes cercanos, una división administrativa del municipio de Brava. La isla es un volcán extinto. Posee 1,5 km² y se encuentra deshabitado.
No debe confundirse con otro lugar llamado «Islote de Cima», en el Archipiélago de Madeira, Portugal.